# Kłanicki
Kłanicki (Klonicki, Kłonicki, Niezgoda odmienny) – kaszubski herb szlachecki, odmiana herbu Niezgoda.

## Opis herbu
Opis z wykorzystaniem zasad blazonowania, zaproponowanych przez Alfreda Znamierowskiego:
W polu błękitnym podkowa złota ze strzałą na opak, srebrną w środku, nad nimi miecz srebrny w pas, ostrzem w prawo. Klejnot: nad hełmem, w koronie trzy pióra strusie, złote między błękitnymi. Labry: błękitne, podbite złotem.

## Najwcześniejsze wzmianki
Herb wymieniany przez Nowego Siebmachera i Ostrowskiego (Księga herbowa rodów polskich).

## Rodzina Kłanickich
Rodzina szlachecka ze wsi Kłanino. Pierwsza wzmianka z 1570 wymienia dziedziców tej wsi (Franciscus Marczelliecz, Joannes Vibasch, Michael Luboschki, Christophorus Klinski). Ten ostatni być może nosi zniekształconą formę nazwiska Kłanicki. Kolejna wzmianka pochodzi z 1640 i 1653 (Jan Kłanicki), następne z 1662 (Pan Kłanicki). 1682 (Stanisław Kłanicki, Krzysztof Kłanicki), 1732, 1772 (Stanisław Kłanicki). W 1786 dział Kłanickich ich gniazdowej wsi przeszedł na własność Ustarbowskich. Przypuszcza się, z racji podobieństwa herbów, że rodzina ta jest wspólnego pochodzenia z Łętowskimi herbu Niezgoda, Radoszewskimi oraz Minkowskimi.

## Herbowni
Kłanicki (Kłonicki, Klonicki, Kłaniński, błędnie Klawiński). Rodzina używała przydomków: Borzk (Boszk), Marszelisz, Ścibor (Ściborowicz).
Polskie herbarze znają tę rodzinę. Najwcześniejsze wzmianki u Paprockiego, Dachnowskiego i Niesieckiego dają rodzinie tej herb Niezgoda. Dopiero późniejsze źródła niemieckie jak Siebmacher dały im herb odmienny, którą to informację powielił następnie Ostrowski.